# Hysteroskopi
Hysteroskopi är en medicinsk undersökningsmetod som innebär att man tittar direkt in i livmoderhålan och äggledarna med hjälp av ett hysteroskop. Hysteroskopi används för att påvisa tumörer, sammanväxningar/adherenser eller medfödda anomalier. Ofta i samband med utredning om fertilitet.
Operationer i livmodern kan utföras via hysteroskopi.